# Acetoacetil-coenzima A
L'acetoacetil-coenzima A (Acetoacetil-CoA) è il precursore dell'HMG-CoA nella via metabolica del mevalonato, essenziale per la sintesi del colesterolo.
Dal punto di vista chimico si tratta di un tioestere, ovvero il prodotto della condensazione di un tiolo, che in questo caso è il coenzima A e l'acido acetoacetico.
Dal punto di vista biochimico, la molecola è la forma in cui l'acido acetoacetico è attivato: questo grazie all'intrinseca instabilità (ovvero elevata reattività) del legame tioestereo.